# Мартінус Томсен
Мартінус Томсен, відомий як Мартінус (данс. Martinus Thomsen, 11 серпня 1890 — 8 березня 1981) — данський містичний і духовний учитель.
Деякі з основних моментів у його вчення полягають у тому, що всі живі істоти безсмертні, що кожен має за собою нескінченну серію попередніх життів, що все розвивається від низько примітивних форм до гігантських високих форм існування, що Бог присутній у всьому і всіх, і що темрява і страждання — це замаскована любов.
Попри те, що він походив з дуже бідної родини та мав обмежену освіту, Мартінус відчув розширення своєї свідомості під час медитації в березні 1921 року. Цей досвід означав, що він досяг постійної «космічної свідомості», і на основі цього він зміг написати свої книги. Ці книги мають спільну назву «Третій Заповіт». Багато з них перекладено іншими мовами.
Мартінус не хотів, щоб люди просто вірили в його слова. Він хотів, щоб вони думали самостійно і брали з його творів лише те, що вони могли зрозуміти і прийняти. Якщо вони отримали своє божественне натхнення в іншому місці, вони повинні залишитися там. За його словами, жоден духовний учитель не робить інших духовних вчителів зайвими. Жодна книга не є святою. Жодна єдина релігія не є порятунком, і Бог має багато способів впливати на людей.